# Euklas
Euklas ist ein selten vorkommendes Mineral aus der Mineralklasse der Inselsilikate (Nesosilikate). Es kristallisiert im monoklinen Kristallsystem mit der chemischen Zusammensetzung BeAl[OH|SiO4] und entwickelt meist kurze bis lange, prismatische Kristalle, aber auch radialstrahlige oder körnige Aggregate, die entweder farblos oder durch Fremdbeimengungen blau, grünlich oder gelblich gefärbt sein können.

## Etymologie und Geschichte
Erstmals gefunden und beschrieben wurde der Euklas 1792 von Haüy, der es wegen seiner vollkommenen Spaltbarkeit nach den griechischen Worten εὐ- eu- „gut“ und κλάσις klásis „Zerbrechen, Bruch“ benannt.

## Klassifikation
In der veralteten 8. Auflage der Mineralsystematik nach Strunz gehörte der Euklas zur Mineralklasse der „Silikate“ und dort zur Abteilung „Neso-Subsilikate“, wo er gemeinsam mit Beryllit und Hodgkinsonit in der „Euklas-Hodgkinsonit-Gruppe“ mit der Systemnummer VIII/A’.01 steht.
In der zuletzt 2018 überarbeiteten Lapis-Systematik nach Stefan Weiß, die formal auf der alten Systematik von Karl Hugo Strunz in der 8. Auflage basiert, erhielt das Mineral die System- und Mineralnummer VIII/B.01-010. Dies entspricht der Klasse der „Silikate“ und dort der Abteilung „Inselsilikate mit tetraederfremden Anionen“, wo Euklas zusammen mit Beryllit, Hodgkinsonit und Sphaerobertrandit eine unbenannte Gruppe mit der Systemnummer VIII/B.01 bildet.
Die von der International Mineralogical Association (IMA) zuletzt 2009 aktualisierte 9. Auflage der Strunz’schen Mineralsystematik ordnet den Euklas in die Klasse der „Silikate und Germanate“ und dort in die Abteilung „Inselsilikate (Nesosilikate)“ ein. Hier ist das Mineral in der Unterabteilung „Inselsilikate mit zusätzlich (O,OH,F,H2O); Kationen in tetraedrisch [4]er- und meist größerer Koordination“ zu finden, wo es als einziges Mitglied eine unbenannte Gruppe mit der Systemnummer 9.AE.10 bildet.
In der vorwiegend im englischen Sprachraum gebräuchlichen Systematik der Minerale nach Dana hat Euklas die System- und Mineralnummer 52.02.01.01. Das entspricht der Klasse der „Silikate“ und dort der Abteilung „Inselsilikate: SiO4-Gruppen und O, OH, F und H2O“. Hier findet er sich innerhalb der Unterabteilung „Inselsilikate: SiO4-Gruppen und O, OH, F und H2O mit Kationen in [4] und >[4]-Koordination“ in der „Euklasgruppe“, in der auch Klinoedrit, Hodgkinsonit und Gerstmannit eingeordnet sind.

## Kristallstruktur
Euklas kristallisiert monoklin in der Raumgruppe P21/a (Raumgruppen-Nr. 14, Stellung 3) mit den Gitterparametern a = 4,780 Å; b = 14,322 Å, c = 4,6335 Å und β = 100,31 ° sowie vier Formeleinheiten pro Elementarzelle.

## Bildung und Fundorte
Euklas bildet sich vorwiegend durch hydrothermale Vorgänge unter anderem in Pegmatiten, Greisen und Quarz.
Bisher wurde das Mineral in folgenden Regionen gefunden (Stand: 2009): Provinz Luxemburg in Belgien; Minas Gerais und Rio Grande do Norte in Brasilien; Hunan und Jiangxi in der Volksrepublik China; Bayern (Fichtelgebirge) und Sachsen (Vogtland) in Deutschland; im Westen Finnlands; England in Großbritannien; Trentino-Südtirol in Italien; Boyacá in Kolumbien; in Alaotra-Mangoro, Itasy und Vakinankaratra auf Madagaskar; Zambezia in Mosambik; Erongo in Namibia; Aust-Agder in Norwegen; Kärnten, Salzburg und Tirol in Österreich; Ancash in Peru; Ost-Sibirien in Russland; Ångermanland, Södermanland und Västmanland in Schweden; Tessin in der Schweiz; Sabaragamuwa in Sri-Lanka; Böhmen und Mähren in Tschechien; Oblast Schytomyr in der Ukraine; sowie Alaska, Colorado, Connecticut, Maine, Michigan, New Hampshire, New Mexico, North Carolina, Texas, Virginia und Wisconsin in den USA.

## Verwendung als Schmuckstein

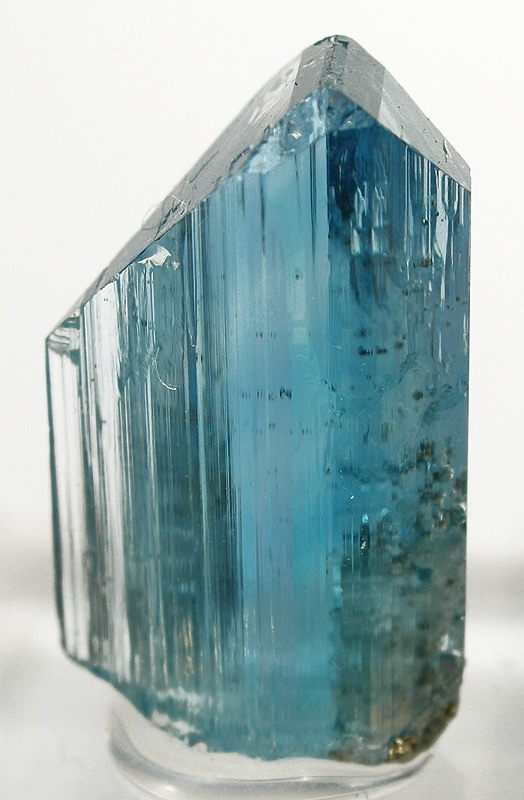
Blauer Euklas in Edelsteinqualität

Euklas ist bei guter Qualität ein begehrter Schmuckstein; vor allem seine blauen Varietäten, die mit Aquamarin und Saphir vergleichbar sind. Aufgrund seiner vollkommenen Spaltbarkeit reagiert er aber sehr empfindlich auf Druck und zu rasche Temperaturwechsel, wie sie beim Löten und Fassen auftreten und den Stein unter Umständen zum Platzen bringen können.